# Show Aéreo de Paris
O Salão Internacional da Aeronáutica de Paris-Le Bourget (português europeu) ou Show Aéreo de Paris (português brasileiro) (em francês: Le Salon International de l’Aéronautique et de l’Espace) é uma feira internacional de negócios da indústria aeroespacial, considerada a maior feira de aviação do mundo. Ocorre no aeroporto de Le Bourget, próximo a Paris, em todo ano ímpar desde 1909, alternando com o Farnborough International Airshow e o Show Aéreo de Berlim (Internationale Luft- und Raumfahrtausstellung).
O objetivo principal do show aéreo de Paris é demonstrar aeronaves civis e militares para seus potenciais consumidores. A feira é organizada pelo Groupement des Industries Françaises Aéronautiques et Spatiales (GIFAS), que reúne as indústrais aeroespaciais francesas.
Por ser uma das mais prestigiosas feiras do setor aeroespacial, muitos contratos são anunciados durante o evento, da qual participam todos os principais fabricantes, assim como as forças armadas de diversos países.
Além dos potenciais consumidores, o show aéreo, que ocorre nos finais de semana, recebe um grande número de pessoas não ligadas ao setor aeroespacial.